# Fred Vargas
Fred Vargas, pseudonimo di Frédérique Audouin-Rouzeau (Parigi, 7 giugno 1957), è una scrittrice francese.

## Biografia
Nata da madre chimica e da padre scrittore surrealista, Fred è il diminutivo di Frédérique; Vargas è lo pseudonimo usato da sua sorella gemella, Joëlle (Jo Vargas), pittrice contemporanea che a sua volta lo ha mutuato dal cognome del personaggio interpretato da Ava Gardner nel film La contessa scalza. È ricercatrice di archeozoologia presso il Centro nazionale francese per le ricerche scientifiche (CNRS) ed esperta in medievistica.
Lo stesso anno 1997 in cui inizia a collaborare con il CNRS scrive il suo primo polar: Le jeux de l'amour e de la mort. Sebbene lei non sia soddisfatta di questo romanzo, ottiene il Premio del Festival de Cognac, il cui premio consisteva appunto nella pubblicazione del libro. Ha lavorato a lungo sui meccanismi di trasmissione della peste dagli animali all'uomo. Si cimenta anche con la musica per una decina d'anni ma senza successo.
Autrice anche di sceneggiature per la televisione, come scrittrice è specializzata in letteratura poliziesca e scrive le prime stesure dei suoi romanzi in ventuno giorni durante il periodo di vacanza che si concede annualmente. Racconta che un giorno compra un quaderno, una biro e inizia a scrivere quello che in Francia viene chiamato un polar. Alla domanda Lei è Fred Vargas? lei risponde imbarazzata: quelquefois!, ed alla domanda perché scrive? risponde sempre allo stesso modo: Je ne sais pas, je ne sais toujours pas.
I suoi romanzi nascono con una tecnica particolare: quando lavora al CNRS le idee prendono le prime forme, vengono selezionate ed articolate, poi utilizza le sue tre settimane di ferie estive per scrivere la prima bozza, nelle vacanze di Natale e Pasqua rivede il tutto e, dopo una severa lettura da parte della sorella, il romanzo o meglio il Rom'pol, come lei lo chiama, viene pubblicato, quasi regolarmente uno all'anno. Ha così inventato il romanzo poliziesco-poetico, che non è noir ma nocturne, cioè che immerge il lettore nel mondo onirico delle notti dell'infanzia, quando si gioca a farsi paura. Ella diceva che il suo modo di scrivere poteva sintetizzarsi in: Fouiller, gratter, étudier l'empreinte.

## Stile narrativo
Vargas ricerca innanzi tutto la precisione e la "sonorità" delle parole, poi sviluppa i suoi personaggi. Atipici, logorati dalla vita, ma sempre là, pronti a battersi. Fred Vargas ama dipingerli con cura, tanto fisicamente quanto psicologicamente. Offre loro un vissuto, un passato e una consistenza che rendono credibili i loro intrecci.
I suoi romanzi sono senz'altro atipici nel panorama "giallo" francese poiché l'azione si svolge essenzialmente in Francia, principalmente a Parigi, e non contiene che pochissime pagine di sangue e di sesso. Dalle sue opere sono stati tratti alcuni film per la televisione.

## Personaggi ricorrenti
Nei romanzi della Vargas ricorrono spesso gli stessi personaggi:
- Jean-Baptiste Adamsberg: "spalatore di nuvole", è commissario di polizia del 13º arrondissement di Parigi, uomo lento, riflessivo, che, alle prese con casi intricati e apparentemente irrisolvibili, sembra brancolare nel buio finché non viene folgorato da una delle sue intuizioni geniali (in genere durante una delle sue camminate riflessive), lontane dal rigore della "classica" logica dell'investigatore, che lo conducono alla soluzione.
- Adrien Danglard: vice di Adamsberg, metodico, colto, sovrappeso, separato, anzi abbandonato, dalla moglie, padre affettuoso e responsabile di cinque figli, due coppie di gemelli e uno non suo, e forte bevitore. Compensa le scarse attrattive fisiche con una sofisticata eleganza. Uomo dalle apparentemente inesauribili conoscenze storiche e scientifiche, è il contrappeso, quanto a logica e metodo polizieschi, del caos in cui si dibatte Adamsberg.
- Camille Forestier: storica non-fidanzata di Adamsberg e madre di suo figlio Thomas. Musicista, compositrice, esperta di riparazioni idrauliche e camionista al bisogno.
- Marc Vandoosler, conosciuto anche come san Marco: colf di giorno, storico medievista di notte
- Lucien Devernois, conosciuto anche come san Luca: storico, specializzato nella prima guerra mondiale
- Mathias Delamarre, conosciuto anche come san Matteo: archeologo, specializzato in preistoria
  - Questi ultimi tre personaggi, soprannominati gli Evangelisti vivono nella stessa casa, la topaia di rue Chasle a Parigi, con Vandoosler il vecchio, zio e padrino di Marc Vandoosler
- Armand Vandoosler: ex poliziotto, epicureo e osservatore. Zio di Marc. È detto "Vandoosler il Vecchio" o "Il padrino".
- Ludwig Kelweihler, conosciuto anche come Louis e anche come il Tedesco: ex poliziotto ed ex dipendente del ministero degli Interni francese, con una rete nazionale di informatori. Possiede un rospo di nome Bufo (come il genere animale)
- Marthe: signora di mezz'età, amica di Ludwig Kelweihler e sua collaboratrice, è stata in gioventù una prostituta ed adesso gestisce un piccolo chiosco di libri

## Polemiche
Fred Vargas ha avuto un ruolo importante nella campagna per la difesa di Cesare Battisti, terrorista italiano ricercato dalla giustizia italiana per crimini commessi negli anni di piombo e condannato all'ergastolo. Sul rapporto che la lega a Battisti e sulle sue motivazioni, nel 2004 la Vargas ha scritto La Vérité sur Cesare Battisti, un libro inedito in Italia. Quando nel 2019 Battisti viene estradato dal Brasile dopo 34 anni di latitanza, prima in Francia e poi in Italia, e confessa ai magistrati italiani i suoi quattro delitti, la Vargas non cambia idea: "Battisti è innocente, non mi scuso".

## Opere

### Romanzi polizieschi

#### SerieGli Evangelisti
- Chi è morto alzi la mano (Debout les morts, Paris, V. Hamy, 1995), Torino, Einaudi, 2002. ISBN 88-06-16143-1.
- Un po' più in là sulla destra (Un peu plus loin sur la droite, Paris, J'Ai Lu, 1996), Torino, Einaudi, 2008. ISBN 978-88-06-18233-5.
- Io sono il Tenebroso (Sans feu ni lieu, Paris, V. Hamy, 1997), Torino, Einaudi, 2000. ISBN 88-06-15104-5.

Gli Evangelisti compaiono anche in diversi romanzi legati al commissario Adamsberg.

#### Serie del Commissario  Jean-Baptiste Adamsberg
- L'uomo dei cerchi azzurri (L'Homme aux cercles bleus, Paris, Hermé, 1991), Torino, Einaudi, 2007, ISBN 978-88-06-18231-1.
- L'uomo a rovescio (L'Homme à l'envers, Paris, J'Ai Lu, 1999), Torino, Einaudi, 2006, ISBN 88-06-15687-X.
- Parti in fretta e non tornare (Pars vite et reviens tard, 2001), Torino, Einaudi, 2004, ISBN 88-06-18265-X.
- Sotto i venti di Nettuno (Sous les vents de Neptune, 2004), Torino, Einaudi, 2005, ISBN 88-06-17266-2.
- Nei boschi eterni (Dans les bois éternels, 2006), Torino, Einaudi, 2007, ISBN 88-06-18664-7.
- Un luogo incerto (Un lieu incertain, 2008), Torino, Einaudi, 2009, ISBN 978-88-06-19689-9.
- La cavalcata dei morti (L'Armée furieuse, 2011), Torino, Einaudi, 2011, ISBN 978-88-06-20975-9.
- Tempi glaciali (Temps glaciaires, 2015), Torino, Einaudi, 2015, ISBN 978-88-06-22773-9.
- Il morso della reclusa (Quand sort la recluse, 2017), Torino, Einaudi, 2018, ISBN 978-88-06-23683-0.
- Sulla pietra (Sur la dalle, 2023), Torino, Einaudi, 2024, ISBN 978-88-06-26355-3.

#### Raccolte di romanzi polizieschi
- La trilogia Adamsberg, Torino, Einaudi, 2009, ISBN 978-88-06-19852-7. (contiene: L'uomo dei cerchi azzurri, L'uomo a rovescio, Parti in fretta e non tornare)
- I Tre Evangelisti, Torino, Einaudi, 2010, ISBN 978-88-06-20241-5. (contiene: Chi è morto alzi la mano, Un po' più in là sulla destra, Io sono il Tenebroso)
- La seconda trilogia Adamsberg, Torino, Einaudi, 2014, ISBN 978-88-06-22027-3. (contiene: Sotto i venti di Nettuno, Nei boschi eterni, Un luogo incerto)

### Altri romanzi
- Les Jeux de l'amour et de la mort,  Paris, Librairie des Champs Élysées, 1986.
- L'École du crime (1987, inedito)
- Prima di morire addio (Ceux qui vont mourir te saluent, Paris, V. Hamy, 1994; ma scritto nel 1987), Torino, Einaudi, 2010, ISBN 978-88-06-18232-8.

### Raccolte di racconti

#### Serie del Commissario Jean-Baptiste Adamsberg
- Scorre la Senna (Coule la Seine, 2002), Torino, Einaudi, 2009, ISBN 978-88-06-20006-0. [contiene: Salute e libertà (Salut et liberté apparso su Le Monde, 1997), La notte efferata (La Nuit des brutes apparso in Contes noirs de fin de siècle, 1999) e Cinque franchi l'una (Cinq francs pièce apparso in Des mots pour la vie, 2000; con l'aggiunta di illustrazioni inedite di Baudoin)]
- Salut et liberté, 2004. [contiene: Salute e libertà e La notte efferata]

### Graphic Novel
Tratti dalla serie del Commissario Adamsberg sono usciti:
- I quattro fiumi (Les Quatre Fleuves, 2000), con illustrazioni di Edmond Baudoin, Torino, Einaudi, 2010, ISBN 978-88-06-19926-5.
- Le Marchand d'éponges, adattamento dal racconto Cinq francs pièce, già inclusa nella raccolta Coule la Seine, disegni di Baudoin, 2010.

### Saggistica
- Piccolo trattato sulle verità dell'esistenza (Petit traité de toutes vérités sur l'existence, 2001), Torino, Einaudi, 2013. ISBN 978-88-06-20330-6.
- Critica dell'ansia pura (Critique de l'anxiété pure, 2003), Torino, Einaudi, 2010. ISBN 978-88-06-20329-0.
- La Vérité sur Cesare Battisti, 2004.

L'umanité en péril, 2019
- L'umanità in pericolo. Facciamo qualcosa subito (L'Humanité en péril. Virons de bord, toute !, 2019 - ed. aumentata, 2020), Torino, Einaudi 2020, ISBN 978-88-06-24512-2.
- Quelle chaleur allons-nous connaître ? Quelles solutions pour nous nourrir ? L'Humanité en péril, 2, Paris, Flammarion, 2022.

### Pubblicazioni  scientifiche
Sotto il suo vero nome di Frédérique Audoin-Rouzeau, sono apparsi i seguenti volumi:
- Ossements animaux du Moyen Âge au monastère de la Charité-sur-Loire, 1987.
- Hommes et animaux en Europe: corpus de données archéozoologiques et historiques, 1993.
- Les Chemins de la peste, le rat, la puce et l'homme, 2003.
- Un aliment sain dans un corps sain : Perspectives historiques, edizione diretta da Frédérique Audoin-Rouzeau e Françoise Sabban, coll. « A boire et à manger » - Tables des Hommes, PU François Rabelais, 2007.